# Carmen-Francesca Banciu
Carmen-Francesca Banciu (geboren 25. Oktober 1955 in Lipova, Rumänien) ist eine rumänisch-deutsche Schriftstellerin.

## Leben
Carmen-Francesca Banciu ist die Tochter eines einstigen hochrangigen Regierungsbeamten im von der Rumänischen Kommunistischen Partei beherrschten Rumänien. Sie studierte Kirchenmalerei in Arad und Außenhandel an Fachhochschulen in Bukarest.
Ihre ersten Publikationen erfolgten auf Rumänisch.
1985 wurde ihr der Internationale Kurzgeschichtenpreis der Stadt Arnsberg verliehen, daraufhin erhielt sie in Rumänien ein 5-jähriges Publikationsverbot. 1990 war sie Mitherausgeberin der Zeitschriften Contrapunct und Robinson. 
Nachdem 1990 das kommunistische Regime Rumäniens gefallen war, zog Banciu 1991 nach Berlin. Sie hatte in jenem Jahr eine Einladung nach Berlin als Stipendiatin des Künstlerprogramms des DAAD erhalten. Seit 1996 schreibt sie ihre Werke hauptsächlich auf Deutsch. 1998 wurde ihr erster deutschsprachiger Roman, Vaterflucht, vom Verlag Volk und Welt veröffentlicht. Neben ihrer Tätigkeit als Autorin arbeitet sie auch als freischaffende Publizistin, Übersetzerin, Lektorin und Kommentatorin für verschiedene Nachrichtenmedien und leitet Seminare für Kreativität und Kreatives Schreiben. Sie kreierte den Kurs Touching Life/Das Leben Berühren und gibt Workshops an Universitäten, u. a. in den USA, der UK und an der Sommerakademie Venedig.
Banciu hielt Lesungen in verschiedenen Ländern Europas und in den Vereinigten Staaten, unter anderem im Cornelia Street Cafe in New York, in der KGB Bar, im Deutschen Haus der New York University und im Goethe-Institut in Boston.
2005 war Banciu Writer in Residence an der Rutgers University in New Brunswick, New Jersey.

## Werke
- 1984: Manual de Intrebări (Prosa), Editura Cartea Românească, Bukarest
- 1992: Fenster in Flammen (Erzählungen), Rotbuch Verlag, Berlin (Aus dem Rumänischen von Rolf Bossert und Ernest Wichner)
- 1995: Filuteks Handbuch der Fragen (Prosa), Rotbuch, Hamburg (Aus dem Rumänischen von Georg Aescht)
- 1998 Vaterflucht (der erste Roman in deutscher Sprache), Volk und Welt, Berlin
- 1998 O zi fără preşedinte (Roman), Editura Fundaţiei Culturale Române, Bukarest
- 2000 Ein Land voller Helden (Roman), Ullstein, Berlin
- 2002 Berlin ist mein Paris, Geschichten aus der Hauptstadt (Erzählungen), Ullstein, Berlin
- 2007 Berlin ist mein Paris, Rotbuch Taschenbuch, Berlin (2. Auflage)
- 2007 Das Lied der traurigen Mutter (Roman), Rotbuch, Berlin
- 2009 Vaterflucht, Neuauflage, Rotbuch, Berlin
- 2014 Einblattdruck 97, PalmArtPress, Berlin
- 2015 Leichter Wind im Paradies (Roman), PalmArtPress Berlin (Vorwort: Werner Fritsch)
- 2015 Mother’s Day. Song Of A Sad Mother, PalmArtPress, Berlin (Aus dem Deutschen von Zoe-Annamaria Hawkins, Nachwort von Elena Mancini)
- 2015 Fenster in Flammen, PalmArtPress, Berlin (Neuauflage, aus dem Rumänischen von Rolf Bossert u. Ernest Wichner, Nachwort: Prof. Dr. Dieter Wrobel)
- 2016 Berlin Is My Paris, PalmArtPress, Berlin (Aus dem Deutschen von Abigail Fagan, Nachwort Elena Mancini)
- 2017 Flituteks Handbuch der Fragen, PalmArtPress, Berlin (Neuauflage, aus dem Rumänischen von Georg Aescht, Nachwort: Prof. Dr. Dieter Wrobel)
- 2017 Berlin ist mein Paris, PalmArtPress, Berlin (Neuauflage)
- 2017 Light Breeze in Paradise – Ελαφρύ Αεράκι στον Παράδεισο, PalmArtPress, Berlin
  - Übersetzung ins Englische: Molly O’Laughlin, Pat Snidvongs
  - Übersetzung ins Griechische: Vassiliki Rapti und Studentenworkshop der Harvard University, USA
- 2018 Lebt wohl, Ihr Genossen und Geliebten! (Roman), PalmArtPress, Berlin,  Nominierung Deutscher Buch Preis 2018
- 2019 Ein Land voller Helden (Roman), PalmArtPress, Berlin (Neuauflage,  Vorwort der Autorin, Nachwort Prof. Valeska Bopp-Filimonov)
- 2020 Fleeing Father Vaterflucht (Roman), PalmArtPress, Berlin (Bilinguale Ausgabe Englisch-Deutsch, Übersetzung ins Englische von Elena Mancini und Catharine J. Nicely)
- 2021 Vaterflucht (Roman), PalmArtPress, Berlin (Neuauflage, Nachwort von György Dalos)
- 2021 Fleeing Father (Roman), PalmArtPress, Berlin (Neuauflage, Übersetzung ins Englische von Elena Mancini und Catharine J. Nicely, Nachwort von Sara Jones)
- Ilsebill salzt nach. Ein Briefroman. PalmArtPress, Berlin 2023. ISBN 978-3-96258-130-5.

## Auszeichnungen
- 1985: Internationaler Kurzgeschichtenpreis der Stadt Arnsberg für Das strahlende Ghetto
- Luceafărul Literaturpreis
- Stipendiatin des Künstlerprogramms des DAAD, Berlin 1991
- 2007: GEDOK Literaturförderpreis
- 2014: Dorfschreiber von Katzendorf (Siebenbürgen)
- 2017 Zweiter Platz bei Play for Voices - Words without Borders Radio Drama Contest für It’s Cold and It’s Getting So Dark (Übersetzung: Elena Mancini)
- 2018: Nominierung für den Deutschen Buchpreis (Longlist) für Lebt wohl, Ihr Genossen und Geliebten!

Preise und Stipendien
- 1982 Literaturpreis der Zeitschrift Luceafärul, Bukarest

- 1985 Internationaler Kurzgeschichtenpreis der Stadt Arnsberg

- 1985 Preis der Schüler- und Studentenjury Arnsberg

- 1991 Stipendium des Künstlerprogramms des DAAD, Berlin

- 1992-2004 Zahlreiche Stipendien in Deutschland, Österreich u. Holland, u. a. Stipendium der Stiftung Preußische Seehandlung, Anna Krueger Stipendium des Wissenschaftskollegs zu Berlin, Arbeitsstipendium des Berliner Senats, Stipendium der Stiftung Kulturfonds

- 2004 Craig-Kade Writer-in-Residence, Rutgers State University, NJ

- 2005 Fellow am Center for East European Studies, Rutgers University, NJ

- 2005 LEDIG House International Writer’s Colony, New York

- 2007 GEDOK Förderpreis 2007

- 2009 Stipendiatin Villa Decius, Krakau

- 2010 DAAD Writer-in-Residence, University of Bath, England

- 2012 Masterclass Lehrstuhl für Germanistik, Universität Tscherepowetz, Russland

- 2014–2015 Dorfschreiberin von Cata/Kaca/Katzendorf, multiethnisches Dorf in Siebenbürgen/Rumänien

- 2016–2017 Teilnahme an FRAGILE – Europäische Korrespondenzen, ein Projekt des Netzwerks der Literaturhäuser

- 2016–2018 Teilnahme an Culture and its Uses as Testimony. An international, AHRC-funded Research Network, University of Birmingham

- 2021 Alfred-Döblin-Stipendium